# Halálos kitérő
A Halálos kitérő (eredeti cím: Wrong Turn) 2003-ban bemutatott amerikai-német horrorfilm, melyet Alan B. McElroy forgatókönyvéből Rob Schmidt rendezett, a Halálos kitérő-filmsorozat első része. A főszerepben Desmond Harrington, Eliza Dushku, Emmanuelle Chriqui és Jeremy Sisto látható.
A film 2003. május 30-án került a mozikba a Némó nyomában és Az olasz melóval együtt.

## Rövid történet
Chris és egy ötfős baráti társaság az erdő közepén reked, miután autóik összeütköznek. Ahogy egyre mélyebbre merészkednek az erdőben, váratlan és vérfagyasztó sors vár rájuk.

## Cselekmény
Rich Stoker és Halley Smith főiskolai hallgatók sziklamászást végeznek Nyugat-Virginia egyik távoli erdejében. Amikor Rich felér a csúcsra, hirtelen meggyilkolják, mielőtt felsegíthetné Halleyt. Valaki ekkor elkezdi felfelé húzni Halley-t a sziklán, ami arra kényszeríti, hogy elvágja a kötelet és a földre zuhanjon. A lány megpróbál elmenekülni, de fennakad egy szögesdrótkötélen, és sikoltozva visszarántják az erdőbe.
Három nappal később Chris Flynn orvostanhallgató egy üzleti megbeszélésre tartva áthajt Greenbrier megye hegyein. Útközben, amikor egy vegyi anyag kiömlése miatt dugó alakul ki, megáll a helyi benzinkútnál, hogy útbaigazítást kérjen az ott lévő idős férfitól, és úgy dönt, hogy egy másik útvonalon keresztül megy Bear Mountainbe, amelyet a benzinkút térképén talál. Összeütközik egy álló terepjáróval, amelynek kilyukadtak a gumijai. A jármű egy kempingezésen lévő fiatalokból álló csoporté: Jessie, Carly, Scott, Evan és Francine. Hamarosan rájönnek, hogy a kerékkilyukadás nem baleset volt, miután Jessie egy fához kötözött szögesdrót-tekercset talál. Evan és Francine ott maradnak, hogy vigyázzanak az autókra, míg a többiek segítségért indulnak, de később mindkettőjüket meggyilkolja egy alak, amikor az erdőben botorkálnak. A többiek találnak egy elszigetelt faházat, és bemennek, hogy telefonáljanak, de elborzadva emberi testrészeket találnak, és rémülten megpróbálnak elmenni, mielőtt a lakók hazatérnének, viszont már késő és kénytelenek elbújni. A lakók három kannibál hegyi emberből áll: Három Ujj, Fűrészfog és Félszem belép a kunyhóba Francine holttestével, és a bujkáló csoport végignézi, ahogy Francine testét feldarabolják és megeszik.
Miután a kannibálok elalszanak, a csoport megpróbál elmenekülni. A hegyiemberek azonban felébrednek, és az erdőn keresztül üldözni kezdik őket. A csoport a tisztásra fut, ahol korábbi áldozatok autóit találják, és megpróbálnak kitalálni egy menekülési tervet, de amikor Chris-t lábon lövik, miközben megpróbálja elterelni a kannibálok figyelmét, Scott újabb elterelést végez, míg a másik három menekülhet, de végül nyilakkal megölik őt. Jessie, Carly és Chris rábukkannak a régi őrtoronyra, és találnak benne egy rádiót, amivel megpróbálnak segítséget hívni. Este megérkeznek a kannibálok, akiknek a rádió reagálása hivja fel a figyelmüket. Mivel nem tudnak feljutni, a kannibálok felgyújtják a tornyot, hogy élve felégessék a csapatot, de ők az ablakon kiugorva a fák közé menekülnek. Az ezt követő üldözés során Háromujjú elkapja Carlyt, és lefejezi őt a fejszéjével. Chris meghúz egy ágat, míg Jessie Három Ujjat odacsalogatja és a földre lökik vele. Jessie-nek és Chrisnek sikerül elmenekülniük, és reggelig egy barlangban rejtőznek el. A kannibálok rájuk találnak, Chris-t lelökik a hegyről, Jessie-t pedig visszaviszik a kunyhójukba. Chris túléli a zuhanást, és találkozik egy rendőrtiszttel, de a rendőrtisztet megöli Fűrészfog, aki egy nyíllal szembe lövi. Chris felkapaszkodik a teherautó alá, amikor Fűrészfog visszavezet a faházhoz. Chris beszáll az autóba, áthajt az épületen, és kiszabadítja Jesse-t, de összefut Félszeművel és felveszi a harcot a többi kannibállal. Megmenekülnek, miközben Chris megöli a kannibálokat, felrobbantva a kunyhójukat. A páros kihajt az erdőből a kannibálok pickupjával, és rábukkannak a korábbi benzinkútra; Chris elveszi a térképet, hogy megakadályozza, hogy mások is ugyanabba a téves kanyarba forduljanak.
A stáblista alatt a seriffhelyettes látható, aki korábban megkapta a rádióhívást, aki a lebomlott kunyhó maradványait vizsgálja. A robbanást túlélő Háromujjú őrülten nevetve feláll, és megöli a tisztet.

## Szereplők
| Szerep            | Színész            | Magyar hang         |
| ----------------- | ------------------ | ------------------- |
| Chris Flynn       | Desmond Harrington | Simonyi Balázs      |
| Jessie Burlingame | Eliza Dushku       | Kiss Virág Magdolna |
| Carly             | Emmanuelle Chriqui | Vadász Bea          |
| Scott             | Jeremy Sisto       | Sárközi József      |
| Evan              | Kevin Zegers       | Pálmai Szabolcs     |
| Rich              | Joel Harris        |                     |
| Halley            | Yvonne Gaudry      |                     |
| Francine          | Lindy Booth        | Molnár Ilona        |

## DVD megjelenés
Magyarországon csak DVD-n adták ki a filmet 2004 folyamán. A Fangoria magazin is megjelentette mellékleteként.[forrás?]

### Díjak és jelölések
| Év   | Díj                                       | Kategória    | Jelölt      | Eredmény |
| ---- | ----------------------------------------- | ------------ | ----------- | -------- |
| 2003 | Sitges – Katalán Nemzetközi Filmfesztivál | Legjobb film | Rob Schmidt | Jelölve  |

## Filmzene
1. The High Cost of Low Living
2. Dream Syndicate – Halloween
3. Queens of the Stone Age – You Can't Quit Me Baby
4. Queens of the Stone Age – If Only
5. Simple – Birthday
6. Breaking Benjamin – Wish I May

## Folytatás
A Halálos kitérőt több film követte, köztük két folytatás, a Halálos kitérő 2. (2007) és a Halálos kitérő 3. (2009), az eredeti film eseményeihez vezető két előzményfilm, a Halálos kitérő 4.: Véres kezdetek (2011) és a Halálos kitérő 5.: Vérvonalak (2012), valamint egy reboot, a Halálos kitérő 6. (2014).
2018 októberében bejelentették a Halálos kitérő: Az örökség (2021) címet viselő rebootot. A film forgatókönyvét az eredeti film írója, Alan B. McElroy írta, a rendező Mike P. Nelson. A film forgatása 2019. szeptember 9-én kezdődött. A filmet eredetileg 2020-ra tervezték, de a COVID-19 világjárvány miatt 2021-re halasztották. A 2020. december 16-i bejelentés után a film a hazai mozikban 2021. január 26-án, egy estére került a mozikba.